# Say Something (bài hát của A Great Big World)
"Say Something" là một bài hát của nhóm nhạc người Mỹ A Great Big World, được phát hành làm single chủ đạo cho album đầu tay của họ Is There Anybody Out There? (2013). Trước đó, bài hát được phát hành làm single solo của thành viên Ian Axel trích từ album solo This Is the New Year của anh vào năm 2011, "Say Something" được phát hành làm single của nhóm nhạc vào ngày 3 tháng 9, năm 2013, thông qua hãng đĩa Epic Records. Sau khi bài hát được sử dụng trên chương trình truyền hình Mỹ So You Think You Can Dance, nó đã thu hút sự chú ý của Christina Aguilera, cô đã liên lạc với nhóm nhạc để hợp tác thu âm ca khúc. Không lâu sau, Aguilera đã góp giọng trong bản thu âm lại của "Say Something", phát hành ngày 4 tháng 11, năm 2013.
"Say Something" chỉ đạt được thành công khi bản thu âm lại với Aguilera được phát hành; ca khúc đứng thứ 16 trên bảng Billboard Hot 100 vào tuần đầu tiên sau khi A Great Big World và Aguilera biểu diễn nó trên The Voice, thời gian sau đó bài hát đã vươn lên vị trí thứ 4. Nó còn đứng đầu bảng xếp hạng tại Úc, Bỉ, và Canada. Video âm nhạc của "Say Something" được ra mắt vào ngày 9 tháng 11, năm 2013. Để quảng bá "Say Something", A Great Big World và Aguilera đã trình diễn ca khúc trên The Voice và lễ trao giải American Music Awards năm 2013.

## Bảng xếp hạng và chứng nhận
| Bảng xếp hạng (2013–14)             | Vị trí cao nhất |
| ----------------------------------- | --------------- |
| Albania (ZA TOP 5 Singles)          | 4               |
| Úc (ARIA)                           | 1               |
| Áo (Ö3 Austria Top 40)              | 4               |
| Bỉ (Ultratop 50 Flanders)           | 1               |
| Bỉ (Ultratop 50 Wallonia)           | 15              |
| Canada (Canadian Hot 100)           | 1               |
| Cộng hòa Séc (Rádio Top 100)        | 8               |
| Đan Mạch (Tracklisten)              | 20              |
| Phần Lan (Suomen virallinen lista)  | 11              |
| Pháp (SNEP)                         | 29              |
| Đức (GfK)                           | 36              |
| Ireland (IRMA)                      | 6               |
| Israel (Media Forest)               | 5               |
| Hà Lan (Single Top 100)             | 6               |
| New Zealand (Recorded Music NZ)     | 2               |
| Na Uy (VG-lista)                    | 8               |
| Portugal (Billboard)                | 3               |
| Scotland (OCC)                      | 2               |
| Slovakia (Rádio Top 100)            | 8               |
| Tây Ban Nha (PROMUSICAE)            | 24              |
| Thụy Điển (Sverigetopplistan)       | 4               |
| Thụy Sĩ (Schweizer Hitparade)       | 20              |
| Anh Quốc (OCC)                      | 4               |
| US Billboard Hot 100                | 4               |
| US Adult Contemporary (Billboard)   | 3               |
| US Adult Pop Songs (Billboard)      | 1               |
| US Hot Dance Club Songs (Billboard) | 1               |
| US Pop Songs (Billboard)            | 7               |

| Quốc gia                                                                           | Chứng nhận  | Số đơn vị/doanh số chứng nhận |
| ---------------------------------------------------------------------------------- | ----------- | ----------------------------- |
| Úc (ARIA)                                                                          | 3× Platinum | 210.000^                      |
| Canada (Music Canada)                                                              | 5× Platinum | 0*                            |
| Đan Mạch (IFPI Đan Mạch)                                                           | Gold        | 15,000^                       |
| New Zealand (RMNZ)                                                                 | Platinum    | 15.000*                       |
| Thụy Điển (GLF)                                                                    | Gold        | 10.000‡                       |
| Anh Quốc (BPI)                                                                     | Silver      | 200,000^                      |
| Hoa Kỳ (RIAA)                                                                      | 3× Platinum | 3,000,000                     |
| Bỉ (BEA)                                                                           | Gold        | 15,000*                       |
| * Chứng nhận dựa theo doanh số tiêu thụ. ^ Chứng nhận dựa theo doanh số nhập hàng. |             |                               |